# RideLondon Classic 2013
De tweede editie van de wielerwedstrijd RideLondon Classic werd gehouden op 4 augustus 2013. De wedstrijd maakte deel uit van de UCI Europe Tour 2013. De titelverdediger was de Brit Mark Cavendish. De Fransman Arnaud Démare won de massaspurt in de straten van Londen.

## Deelnemende ploegen
UCI World Tour-ploegen
- Belkin Pro Cycling
- Cannondale Pro Cycling Team
- FDJ.fr
- Team Garmin-Sharp
- Orica-GreenEdge
- Sky ProCycling
- Argos-Shimano
- Vacansoleil-DCM

Professionele continentale ploegen
- Bardiani Valvole-CSF Inox
- Champion System Pro Cycling Team
- MTN-Qhubeka
- Sojasun
- Team NetApp-Endura
- Topsport Vlaanderen-Baloise

Continentale ploegen
- An Post-Chainreaction
- Joker Merida
- Vélo-Club La Pomme Marseille
- Madison-Genesis
- Node 4-Giordana Racing
- Rapha Condor JLT
- Synergy Baku Cycling
- Team IG-Sigma Sport
- Team Raleigh
- UK Youth Cycling
- Britse selectie

## Deelnemende Belgen en Nederlanders
| Naam                | Rugnummer | Nationaliteit | Ploeg                       | Uitslag |
| ------------------- | --------- | ------------- | --------------------------- | ------- |
| Wouter Sybrandy     | 24        | Nederland     | Team IG-Sigma Sport         | 59      |
| Jens Keukeleire     | 43        | België        | Orica-GreenEdge             | 12      |
| Sebastian Langeveld | 45        | Nederland     | Orica-GreenEdge             | 95      |
| Tom Van Asbroeck    | 51        | België        | Topsport Vlaanderen-Baloise | 16      |
| Jarl Salomein       | 52        | België        | Topsport Vlaanderen-Baloise | 21      |
| Zico Waeytens       | 53        | België        | Topsport Vlaanderen-Baloise | DNF     |
| Stijn Neirynck      | 54        | België        | Topsport Vlaanderen-Baloise | 48      |
| Pieter Jacobs       | 55        | België        | Topsport Vlaanderen-Baloise | 40      |
| Jasper De Buyst     | 56        | België        | Topsport Vlaanderen-Baloise | DNF     |
| Jetse Bol           | 72        | Nederland     | Belkin Pro Cycling          | 29      |
| Tom-Jelte Slagter   | 75        | Nederland     | Belkin Pro Cycling          | 84      |
| Dennis van Winden   | 76        | Nederland     | Belkin Pro Cycling          | DNF     |
| David Boucher       | 103       | België        | FDJ.fr                      | DNF     |
| Raymond Kreder      | 163       | Nederland     | Team Garmin-Sharp           | 7       |
| Alphonse Vermote    | 181       | België        | An Post-Chainreaction       | DNF     |
| Niels Wytinck       | 186       | België        | An Post-Chainreaction       | 33      |
| Kris Boeckmans      | 191       | België        | Vacansoleil-DCM             | DNF     |
| Wesley Kreder       | 193       | Nederland     | Vacansoleil-DCM             | 66      |
| Willem Wauters      | 194       | België        | Vacansoleil-DCM             | 45      |
| Danny van Poppel    | 195       | Nederland     | Vacansoleil-DCM             | 5       |
| Frederik Veuchelen  | 196       | België        | Vacansoleil-DCM             | 76      |
| Ramon Sinkeldam     | 205       | Nederland     | Argos-Shimano               | 87      |

## Rituitslag
| Rituitslag |                        |                           |          |
| Plaats     | Naam                   | Ploeg                     | Tijd     |
| 1          | Arnaud Démare          | FDJ.fr                    | 5u07'44" |
| 2          | Sacha Modolo           | Bardiani Valvole-CSF Inox | z.t.     |
| 3          | Yannick Martinez       | La Pomme Marseille        | z.t.     |
| 4          | Fabio Sabatini         | Cannondale                | z.t.     |
| 5          | Danny van Poppel       | Vacansoleil-DCM           | z.t.     |
| 6          | Zakkari Dempster       | Team NetApp-Endura        | z.t.     |
| 7          | Raymond Kreder         | Team Garmin-Sharp         | z.t.     |
| 8          | Christian Delle Stelle | Bardiani Valvole-CSF Inox | z.t.     |
| 9          | Christopher Sutton     | Sky ProCycling            | z.t.     |
| 10         | Ben Swift              | Sky ProCycling            | +1"      |
|            |                        |                           |          |
| 12         | Jens Keukeleire        | Orica-GreenEdge           | +2"      |

## Vrouwen
Tijdens de eerste editie in 2011 ontstond de vraag om ook een vrouwenwedstrijd te organiseren. Deze werd in 2013 voor het eerst verreden. De wedstrijd werd gewonnen door olympisch kampioene Laura Trott en had geen UCI-status.
Rituitslag
| Rituitslag |               |                       |        |
| Plaats     | Naam          | Ploeg                 | Tijd   |
| 1          | Laura Trott   | Wiggle Honda          | 45'26" |
| 2          | Hannah Barnes | MG Maxifuel           | z.t.   |
| 3          | Loren Rowney  | Specialized-lululemon | z.t.   |

2011 · 
2012 (Olympische wegrit mannen / vrouwen) · 
2013 · 
2014 · 
2015 · 
2016 · 
2017 · 
2018 · 
2019 · 
2020 · 
2021 · 
2022 · 2023 · 2024
Etappewedstrijden

 Ster van Bessèges · 
 Ronde van de Middellandse Zee · 
 Ruta del Sol · 
 Ronde van de Algarve · 
 Ronde van de Haut-Var · 
 Driedaagse van West-Vlaanderen · 
 Internationale Wielerweek · 
 Internationaal Wegcriterium · 
 Driedaagse van De Panne-Koksijde · 
 Ronde van de Sarthe · 
 Ronde van Trentino · 
 Ronde van Turkije · 
 Ronde van Asturië · 
 Vierdaagse van Duinkerke · 
 Ronde van Azerbeidzjan · 
 Szlakiem Grodòw Piastowskich · 
 Ronde van Castilië en León · 
 Ronde van Picardië · 
 Ronde van Noorwegen · 
 World Ports Classic · 
 Ronde van Beieren · 
 Ronde van België · 
 Tour des Fjords · 
 Ronde van Estland · 
 Ronde van Luxemburg · 
 Boucles de la Mayenne · 
 Ster ZLM Toer · 
 Ronde van Slovenië · 
 Route du Sud · 
 Ronde van Oostenrijk · 
 Sibiu Cycling Tour · 
 Ronde van Wallonië · 
 Ronde van Portugal · 
 Ronde van Denemarken · 
 Ronde van de Ain · 
 Ronde van Burgos · 
 Arctic Race of Norway · 
 Ronde van de Limousin · 
 Ronde van Poitou-Charentes · 
 Wielerweek van Lombardije · 
 Ronde van Groot-Brittannië · 
 Ronde van Gévaudan Languedoc-Roussillon · 
 Eurométropole Tour
Eendaagse wedstrijden

 GP La Marseillaise · 
 Grote Prijs van de Etruskische Kust · 
 Trofeo Palma · 
 Trofeo Ses Salines · 
 Trofeo Serra de Tramuntana · 
 Trofeo Platja de Muro · 
 Trofeo Laigueglia · 
 Ronde van Murcia · 
 Omloop Het Nieuwsblad · 
 Classic Sud Ardèche · 
 GP Lugano · 
 Clásica de Almería · 
 Kuurne-Brussel-Kuurne · 
 La Drôme Classic · 
 Le Samyn · 
 GP Città di Camaiore · 
 Strade Bianche · 
 Roma Maxima · 
 Ronde van Drenthe · 
 Dwars door Drenthe · 
 Nokere Koerse · 
 GP Nobili Rubinetterie · 
 Handzame Classic · 
 Classic Loire-Atlantique · 
 Grote Prijs van Cholet-Pays de Loire · 
 Dwars door Vlaanderen · 
 Route Adélie de Vitré · 
 Volta Limburg Classic · 
 Grote Prijs Miguel Indurain · 
 Ronde van La Rioja · 
 Scheldeprijs · 
 GP Pino Cerami · 
 Klasika Primavera · 
 Parijs-Camembert · 
 Brabantse Pijl · 
 GP Denain · 
 Ronde van de Finistère · 
 Tro Bro Léon · 
 Ronde van Keulen · 
 La Roue Tourangelle · 
 Rund um den Finanzplatz Eschborn-Frankfurt · 
 Ronde van de Somme · 
 ProRace Berlin · 
 Grote Prijs van Plumelec · 
 Boucles de l'Aulne · 
 Ronde van Zeeland Seaports · 
 Trofeo Melinda · 
 GP Kanton Aargau · 
 Ronde van Limburg · 
 Ronde van de Apennijnen · 
 Halle-Ingooigem · 
 Trofeo Matteotti · 
 Prueba Villafranca de Ordizia · 
 GP Industria & Artigianato-Larciano · 
 Ronde van Toscane · 
 Circuito de Getxo · 
 Polynormande · 
 RideLondon Classic · 
 GP Stad Zottegem · 
 Dutch Food Valley Classic · 
 Châteauroux Classic de l'Indre · 
 Druivenkoers Overijse · 
 Ronde van Veneto · 
 Schaal Sels · 
 Memorial Rik Van Steenbergen · 
 Brussels Cycling Classic · 
 GP Fourmies · 
 Ronde van de Doubs · 
 GP Jef Scherens · 
 Coppa Bernocchi · 
 Coppa Agostoni · 
 GP van Wallonië · 
 Ronde van de Drie Valleien · 
 Kampioenschap van Vlaanderen · 
 Memorial Marco Pantani · 
 Grote Prijs Impanis-Van Petegem · 
 GP van Isbergues · 
 GP Industria & Commercio di Prato · 
 Omloop van het Houtland · 
 Duo Normand · 
 Milaan-Turijn · 
 Ronde van Piëmont · 
 Ronde van het Münsterland · 
 Pro Cycling Marathon · 
 Ronde van de Vendée · 
 Memorial Frank Vandenbroucke · 
 Coppa Sabatini · 
 Parijs-Bourges · 
 Ronde van Emilia · 
 GP Beghelli · 
 Parijs-Tours · 
 Nationale Sluitingsprijs · 
 Ronde van Romagna · 
 Chrono des Nations